# Франтишек Галас
Франтишек Галас (чеськ. František Halas; 3 жовтня 1901, Брно, тоді Австро-Угорщина — 27 жовтня 1949, Прага) — чеський поет, один з найбільших чеських ліриків XX століття.

### Біографія
Народився в Моравії, був тісно пов'язаний з Південно-Моравським краєм. Син робітника-текстильника, в шестирічному віці втратив матір, яка померла від туберкульозу. Не здобув вищої освіти, служив в книжковій крамниці. Як поет дебютував в 1921 в «лівої» пресі, сам виступав головним редактором ряду авангардних видань. C 1926 року працював в празькому видавництві Орбіс. Був близький до поетизму, дружив з Володимиром Голаном, Ярославом Сайфертом. У роки Другої світової війни — учасник Опору, переховувався від гестапо. Після перемоги служив в міністерстві інформації, очолював Спілку письменників Чехословаччини.
Автор віршів для дітей. Хоча Галас співпрацював в комуністичних виданнях, з 1948 року його поезія піддавалася різкій критиці з боку партійних ортодоксів. Чимало його творів були опубліковані лише посмертно.
Помер від загострення хронічної серцевої хвороби. Похований в Кунштат (Южноморавский край).